# Wilhelmitenkloster Düren

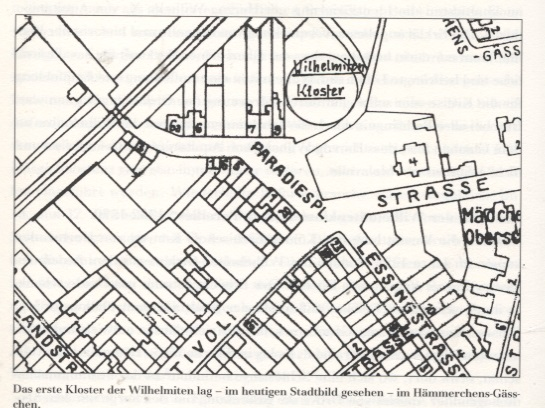
Plan des Wilhelmitenklosters

Das Wilhelmitenkloster stand in Düren, Nordrhein-Westfalen, in der Paradiesstraße.
Der Kölner Erzbischof Konrad von Hochstaden vermittelte im Jahr 1252 Mönche des Wilhelmitenordens vom belgischen Kloster Bernardfagne nach Düren. Erbvogt Anselm von Drove schenkte ihnen ein vor dem Philippstor gelegenes Haus. Die Mönche nannten es Zum Paradies.
Die Wilhelmiten erhielten 1358 das Patronatsrecht der Kirche von Gürzenich. Später wurde ihnen die Pfarre ganz zugesprochen. Es kamen immer mehr Pfarren und Schenkungen dazu.
Herzog Johann von Jülich gab 1536 den Befehl, die Stadt mit neuen Bollwerken, Wällen und Rondellen zu befestigen. Weil man glaubte, dass Kloster „Zum Paradies“, das außerhalb dieser Befestigungsanlage an der Paradiesstraße lag, bei feindlichen Überfällen die Stadt von der Westseite her unsicher machen würde und der Feind sich dort festsetzen könnte, ordnete der Fürst an, dass die Mönche ihre Wohnungen verlassen und nach Grevenbroich, wo ein Kloster desselben Ordens stand, ziehen sollten. Statt nach Grevenbroich in ein anderes Wilhelmitenkloster zu ziehen, zogen die Mönche in den Augustinerhof auf dem Höfchen. Diese neue Wohnung nannten sie „Neues Paradies“, das im geldrischen Krieg 1543 zerstört wurde, um. Das Kloster an der Paradiesstraße wurde 1536/37 abgebrochen und die Steine wurden für den neuen Festungsbau verwandt. Aufgrund der Anordnung des geistlichen Rats des Jülicher Herzogs, Jakob Masius, das gesamte Einkommen an das Jülicher Kollegiatstift zu überweisen, konnten die Wilhelmiten in Düren nicht weiterbestehen. Das Kloster wurde 1570 aufgelöst.